# Blotlag
Ett blotlag är en mindre sammanslutning av asatroende eller utövare av forn sed som träffas och blotar tillsammans. 
Inom Samfundet Forn Sed Sverige (tidigare Sveriges Asatrosamfund) kan medlemmar sluta sig samman i blotlag som då fungerar som lokala grupper inom samfundet. Blotlagen bestämmer själva hur de vill organisera sin verksamhet, så länge som man följer samfundets stadgar och värderingar. Flera sådana blotlag som är officiellt knutna till Samfundet Forn Sed är Forn Sed Stockholm, Frejas blotlag i Västernorrland, Blotlaget Andrimner i Uppland, Fjörgyns blotlag i Värmland, Forn Sed Göteborg, Halmstad blotlag, Forn Sed Närke samt Branthalla blotlag i Blekinge.
Inom Nordiska Asa-Samfundet finns ett flertal blotlag runt om i Sverige såsom blotlaget Bifrost i Stockholm, Draupnir i Småland, Grimsa i Uppsala, Gungnir i Västra Götaland, Idavallen i Värmland, Sleipner i Östergötland, Särimner i Skåne, Vergelmer i Norrland och Yggdrasil i Småland.
Det finns och har funnits ett antal helt fristående blotlag i Sverige, som inte tillhör något samfund. Exempel på sådana blotlag är Regin, som tidigare var del av Nätverket Forn Sed, Agnefit i Södermanland och UrNaud i Göteborg.